# Classe monotona
Sia {\displaystyle {\mathcal {X}}} un insieme e sia {\displaystyle {\mathcal {C}}} un sottoinsieme dell'insieme delle parti di {\displaystyle {\mathcal {X}}}, {\displaystyle {\mathcal {P(X)}}}. Allora {\displaystyle {\mathcal {C}}} si dice classe monotona se:
- {\displaystyle \{A_{n}\}_{n\in \mathbb {N} }\subseteq {\mathcal {C}}} e {\displaystyle A_{n}\uparrow A\Rightarrow A\in {\mathcal {C}}},
- {\displaystyle \{A_{n}\}_{n\in \mathbb {N} }\subseteq {\mathcal {C}}} e {\displaystyle A_{n}\downarrow A\Rightarrow A\in {\mathcal {C}}}.

Si noti che l'intersezione di un'arbitraria famiglia di classi monotone è ancora una classe monotona.

Se {\displaystyle {\mathcal {E}}\subset {\mathcal {P(X)}}}, l'intersezione di tutte le classi monotone contenenti {\displaystyle {\mathcal {E}}} si dice classe monotona generata da {\displaystyle {\mathcal {E}}}.

## Lemma della classe monotona
Risultato importante è il cosiddetto Lemma della classe monotona, il quale afferma che:

Sia {\displaystyle {\mathcal {X}}} un'algebra, allora la classe monotona generata da {\displaystyle {\mathcal {X}}} coincide con la sigma-algebra( o σ-algebra) generata da {\displaystyle {\mathcal {X}}}.